# 유동자산
유동자산(流動資産)은 현금·예금·주식·사채 등의 유가증권을 말하며, 어느 것이나 다른 재화(財貨)와 쉽게 바꿀 수 있을 뿐 아니라 다른 재산에 비하면 그 가치가 안정되어 있는 것을 말한다. 현금 및 현금성자산, 예탁금, 매출채권, 미수금, 단기대여금 등 당좌자산과 제품, 원료 등의 재고자산으로 나뉜다.

## 유동자산수요
유동자산은 이와 같이 교환의 용이성·안정성 ―― 이것을 유동성이라고 말한다 ―― 에 입각해 볼 때 현금이 가장 우수하다. 그러나 현금은 가지고 있어 봐야 조금도 이로운 것이 못되므로 이자가 붙고 언제나 현금으로 바꿀 수 있는 예금 또는 저금을 하게 된다.  한편, 자본시장과 증권시장이 발달되고 물가가 비교적 안정되어 있는 사회에서는 주식·사채 등의 유가증권류가 선택된다. 따라서 유동자산수요라는 것은 이상과 같은 유동자산을 가지려는 선택을 뜻한다. 유동자산은 근본적으로 소득 중에서 얼마를 저축하고, 어떠한 형태의 저축을 할 것이냐 하는 저축동기나 보유 형태와 밀접한 관계를 맺고 있다.  저축은 거래동기나 예비적 동기 및 투기적 동기를 내포하고 있다. 여기서 거래동기라는 것은 다음 소득 날짜까지의 소비물자·서비스를 구입하기 위한 거래수단으로서 저축함을 뜻하며, 예비적 동기는 장차의 돌발사태에 대비하는 것을 뜻하며, 투기적 동기는 장차의 물가변동을 최대한으로 이용하여 이익을 올리기 위한 자금을 보유하고자 저축하는 것을 뜻한다.  이상 3가지 저축동기를 살펴보면 각 동기에 적응하는 저축의 보유형태, 즉 유동자산의 구체적 종류가 결정됨을 알 수 있다. 거래동기와 연결된 유동자산의 보유형태는 현금통화, 당좌성 예금, 단기성 예금 등이며, 예비적 동기에 의한 유동자산의 보유형태는 저축성 예금, 신탁, 보험 등이며, 투기적 동기에 의한 것은 주식, 사채 등의 채권이다. 현금통화는 물론 보통예금, 당좌예금의 경우도 그날로 현금이 된다. 신탁과 보험은 신탁증서, 보험증서가 융자의 대상이 되며, 주권과 사채는 유리한 시기에 증권시장을 통하여 환금 즉 현금으로 교환된다. 저축동기별로 본 유동자산 보유액은 각각 그 나름대로의 특징있는 움직임을 보이고 있으며, 그 결과는 유동자산의 수요구조에도 커다란 변화를 가져오고 있다.  유동자산 수요구조는 경기동향에 민감한 예비적 동기의 가중에서 변화를 일으키기도 한다. 한편, 유동자산 수요는 소위 소비함수의 안정성을 둘러싸고 의논이 분분하게 되어 일반의 이목을 끌게 하였다. 즉, 소비성향은 소득만의 함수가 아니고 과거에 축적된 각종 유동자산의 함수이기도 하다는 것을 새삼스럽게 인식하기 시작한 때문이다.  예를 들면, 제2차 세계대전 후의 미국에서는 전쟁 전과 비교하여 소득수준이 매우 높아질 것이므로 일반적으로 소비성향이 떨어져 디플레이션 경제가 되어 많은 실업자가 발생될 것이라고 예측하였다. 그러나 사실은 이와 정반대의 현상이 나타나 소비수준을 끌어올려 오히려 인플레이션 경향을 나타냈다.  이와 같은 현상은 전시중에 축적된 여러 유동자산이 갑자기 해방되어 소비지출을 높였기 때문이며, 전쟁전의 예측이 이러한 유동자산의 능동적인 역할을 무시한 이유 때문에 예측 실패의 커다한 원인을 초래한다.

## 종류
| 구분                | 구분                                 | 계정과목                   | 설명 | 예시                                                          |
| ------------------- | ------------------------------------ | -------------------------- | --- | ------------------------------------------------------------- |
| 당좌자산 (當座資産) | 현금(現金) 및 현금성자산(現金性資産) | 현금(現金)                 | 화폐 및 화폐로 교환할 수 있는 수표 및 어음                                                                                             | 지폐, 동전, 자기앞수표, 타인발행수표, 우편환, 만기도래어음 등 |
| 당좌자산 (當座資産) | 현금(現金) 및 현금성자산(現金性資産) | 현금성자산(現金性資産)     | 취득당시 만기가 3개월 이내인 유동성이 매우 높은 단기금융상품                                                                           | 만기가 3개월 이내에 도래하는 국공채 등                        |
| 당좌자산 (當座資産) | 현금(現金) 및 현금성자산(現金性資産) | 보통예금(普通預金)         | 예입과 인출이 자유로운 통장식 은행 예금                                                                                                |                                                               |
| 당좌자산 (當座資産) | 현금(現金) 및 현금성자산(現金性資産) | 당좌예금(當座預金)         | 수표와 어음을 발행할 수 있는 예금 | 당좌 수표                                                     |
| 당좌자산 (當座資産) | 단기투자자산 (短期投資資産)          | 단기금융상품(短期金融商品) | 취득 시 만기가 3개월 초과 1년 이내에 도래하는 금융상품                                                                                 | 정기예금, 정기적금 등                                         |
| 당좌자산 (當座資産) | 단기투자자산 (短期投資資産)          | 단기대여금(短期貸與金)     | 1년 이내 상환을 조건으로 차용증을 받고 빌려준 돈                                                                                       |                                                               |
| 당좌자산 (當座資産) | 단기투자자산 (短期投資資産)          | 단기매매증권(短期賣買證券) | 단기간 내에 매매차익을 목적으로 취득한 유가증권                                                                                        |                                                               |
| 당좌자산 (當座資産) | 매출채권 (賣出債權)                  | 외상매출금(--賣出金)       | 일반적인 상거래에서 상품을 외상으로 판매한 경우 발생하는 채권                                                                          |                                                               |
| 당좌자산 (當座資産) | 매출채권 (賣出債權)                  | 받을어음                   | 일반적인 상거래에서 상품을 외상으로 판매하고 받은 어음                                                                                 |                                                               |
| 당좌자산 (當座資産) | 기타(其他)의 당좌자산 (當座資産)     | 미수금(未收金)             | 일반적인 상거래 이외에서 받지 못한 돈                                                                                                  |                                                               |
| 당좌자산 (當座資産) | 기타(其他)의 당좌자산 (當座資産)     | 선급금(先給金)             | 상품을 구입하는 조건으로 미리 준 계약금                                                                                                |                                                               |
| 당좌자산 (當座資産) | 기타(其他)의 당좌자산 (當座資産)     | 선급비용(先給費用)         | 차기분의 비용을 미리 지급한 비용 |                                                               |
| 당좌자산 (當座資産) | 기타(其他)의 당좌자산 (當座資産)     | 가지급금(假支給金)         | 계정이나 액수를 확정하지 않은 채로 지급한 돈에 대하여 그것을 확정할 때까지 임시로 처리하는 계정                                        |                                                               |
| 당좌자산 (當座資産) | 기타(其他)의 당좌자산 (當座資産)     | 현금과부족(現金過不足)     | 장부의 현금 잔고와 실제 현금 잔고가 다르고 그 원인을 알 수 없는 경우에 일시적으로 현금의 과부족을 처리하는 계정                        |                                                               |
| 임시계정            |                                      | 현금과부족(現金過不足)     | 장부의 현금 잔고와 실제 현금 잔고가 다르고 그 원인을 알 수 없는 경우에 일시적으로 현금의 과부족을 처리하는 계정                        |                                                               |
| 재고자산 (在庫資産) | 재고자산 (在庫資産)                  | 상품(商品)                 | 판매를 목적으로 외부로부터 구입한 물품                                                                                                 |                                                               |
| 재고자산 (在庫資産) | 재고자산 (在庫資産)                  | 제품(製品)                 | 원료를 써서 만들어낸 물품 |                                                               |
| 재고자산 (在庫資産) | 재고자산 (在庫資産)                  | 반제품(半製品)             | 완제품의 재료로 쓰기 위하여 기초 원료를 가공한 중간 제품 또는 모든 제조 과정을 거치지는 않았으나 그대로 저장과 판매가 가능한 제품.     |                                                               |
| 재고자산 (在庫資産) | 재고자산 (在庫資産)                  | 재공품(在工品)             | 아직 제조공정에 있는 물품 |                                                               |
| 재고자산 (在庫資産) | 재고자산 (在庫資産)                  | 원재료(原材料)             | 제품을 만들기 위해 필요한 재료 |                                                               |
| 재고자산 (在庫資産) | 재고자산 (在庫資産)                  | 미착품(未着品)             | 아직 도착하지 않은 물품 |                                                               |
| 재고자산 (在庫資産) | 재고자산 (在庫資産)                  | 소모품(消耗品)             | 쓰는 대로 닳거나 줄어들어 없어지거나 못 쓰게 되는 물품. 소모품 구입 시 자산으로 처리하기 위해 사용 (비용으로 처리하는 경우 '소모품비') | 복사용지, 연필 등                                             |